# Полым
Полым — река в России, протекает в Удмуртской Республике и Пермском крае. Устье реки находится в 65 км по левому берегу реки Сива. Длина реки составляет 12 км.
Исток реки в Частинском районе Пермского края близ границы с Удмуртией. Исток находится в лесах на Верхнекамской возвышенности севернее горы Клиновая (248 м НУМ). От истока река течёт на юго-запад, пересекает границу с Воткинским районом Удмуртии, после чего поворачивает на северо-запад. Всё течение проходит по ненаселённому лесу. Впадает в Сиву в трёх километрах к юго-востоку от деревни Большая Кивара.

## Данные водного реестра
По данным государственного водного реестра России относится к Камскому бассейновому округу, водохозяйственный участок реки — Кама от Воткинского гидроузла до Нижнекамского гидроузла, без рек Буй (от истока до Кармановского гидроузла), Иж, Ик и Белая, речной подбассейн реки — бассейны притоков Камы до впадения Белой. Речной бассейн реки — Кама.
По данным геоинформационной системы водохозяйственного районирования территории РФ, подготовленной Федеральным агентством водных ресурсов:
- Код водного объекта в государственном водном реестре — 10010101412111100015502
- Код по гидрологической изученности (ГИ) — 111101550
- Код бассейна — 10.01.01.014
- Номер тома по ГИ — 11
- Выпуск по ГИ — 1